# Danais
Danais es un género con 63 especies de plantas con flores perteneciente a la familia de las rubiáceas. Es originario de Madagascar.

## Descripción
Danais se caracteriza por su hábito trepador; hojas opuestas o a veces verticiladas; interpeciolares, triangulares a bi-lobuladas o fimbriadas, con estípulas generalmente persistentes; las inflorescencias bracteadas, cimosas; terminales y / o axilares,  bisexuales, con flores, en general, bastante pequeñas con básicamente 5 pero por lo general 4-6 lóbulos en el cáliz, los lóbulos de la corola y los estambres, en forma de embudo. El fruto capsular, loculicida, subgloboso con semillas aladas. Las plantas a menudo tienen un olor fétido. Las corolas a menudo tienen tubos muy delgados, y puede ser diversamente blanco, amarillo, naranja, rojo, violeta, azul, púrpura, o casi negro.

## Taxonomía
El género fue descrito por Comm. ex Vent. y publicado en Tableau du Regne Vegetal 2: 584. 1799. La especie tipo es: Danais fragrans (Comm. ex Lam.) Pers.  

## Especies seleccionadas
- Danais andribensis Homolle (1936).
- Danais aptera Homolle (1936).
- Danais argentea Cavaco (1968).
- Danais aurantiaca Homolle (1936).
- Danais baccata Homolle (1936).[4]